# Ширван (футбольный клуб, Кюрдамир)
«Ширван» Кюрдамир (азерб. «Şirvan» Kürdəmir Futbol Klubu) — советский и азербайджанский футбольный клуб из города Кюрдамир. Был основан в 1990 году.

## История клуба

### Советский период
Клуб был создан в 1990 году под названием «Ширван» Кюрдамир. В 1990 и 1991 годах принимал участие в чемпионатах СССР во второй низшей лиге в 3-й зоне.
| Сезон | Дивизион                     | Место    | И  | В  | Н | П  | Мячи  | О  |
| ----- | ---------------------------- | -------- | -- | -- | - | -- | ----- | -- |
| 1990  | Вторая низшая лига, 3-я зона | 16 из 24 | 34 | 13 | 7 | 14 | 39—45 | 33 |
| 1991  | Вторая низшая лига, 3-я зона | 18 из 20 | 38 | 10 | 6 | 22 | 33—86 | 26 |

### Новая история
В 1992 году, после провозглашения независимости и началом проведения первого национального чемпионата, клуб первенствовал в высшей лиге Азербайджана под руководством главного тренера Махита Мустафаева. Однако дебют оказался неудачным, и, заняв 25 место среди 26 команд, клуб опустился в первую лигу. Лучшим бомбардиром клуба стал Мубариз Мамедов с 5 забитыми мячами.
В последующие 2 года клуб принимал участие в Первой лиге чемпионата Азербайджана и оба раза завершил чемпионат на 7 месте. В 1994 году из за финансовых трудностей клуб прекратил своё существование.

## Статистика

### Чемпионат Азербайджана
| Сезон   | Дивизион                    | Дивизион                    | Место    | И  | В | Н | П  | Мячи  | О  | Бомбардир       | Примечания       |
| ------- | --------------------------- | --------------------------- | -------- | -- | - | - | -- | ----- | -- | --------------- | ---------------- |
| 1992    | Высшая лига                 | I этап, группа «B»          | 25 из 26 | 24 | 1 | 1 | 22 | 10—84 | 3  | Мубариз Мамедов | 13-е место из 13 |
| 1992    | Высшая лига                 | II этап, за 13—26-е места   | 25 из 26 | 14 | 2 | 0 | 12 | 0—0   | 4  | Мубариз Мамедов | 13-е место из 14 |
| 1993    | Первый дивизион, группа «B» | Первый дивизион, группа «B» | 7 из 9   | 16 | 5 | 2 | 9  | 20—41 | 12 |                 |                  |
| 1993/94 | Первый дивизион             | Первый дивизион             | 7 из 10  | 18 | 6 | 3 | 9  | 25—38 | 15 |                 |                  |

### Кубок Азербайджана
В матчах за Кубок Азербайджана участия не принимал.

## Бывшие футболисты
Список игроков клуба в 1992 году.
| - Агиль Дюньямалыев - Мамедага Ханкишиев - Вахид Махмудов - Эльшан Гаджиев |  | - Мубариз Мамедов - Араз Рагимов - Видади Мамедов - Сеймур Джафаров |  | - Эльшан Сохбатов - Заур Гамидов - Октай Исаев |  | - Теййуб Иманов - Фирудин Исаев - Мазахир Мамедов |  | - Насими Мустафаев - Афраим Гашимов - Рауф Рагимов |  | - Хагани Мамедов - Азиз Шихалиев - Гарахан Керимов |